# Divina adoratriu d'Amon

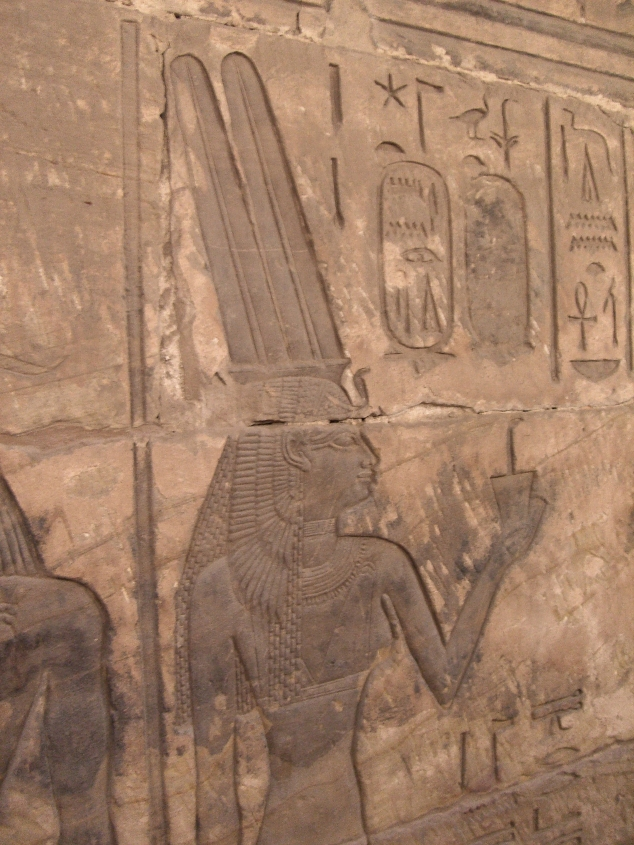
Amenirdis I, Divina adoratriu d'Amón. Temple de Medinet Habu.

Divina adoratriu d'Amon fou un segon títol creat per a la gran sacerdotessa d'Amon. Durant el mil·lenni I aC, quan el clergat d'aquest déu exercia la seva màxima influència, el poder de la divina adoratriu era una garantia per facilitar la transferència de poder d'un a un altre faraó, atès que cadascuna d'elles adoptava una filla del faraó perquè fos hereva del càrrec. La divina adoratriu governava els dominis del temple i cobrava els impostos, per la qual cosa tenia el control d'una part important de l'economia egípcia.
Esposa del déu Amon, un altre títol similar per a la summa sacerdotessa, es va crear per a una filla del summe sacerdot d'Amon durant el regnat de Hatshepsut, i va continuar com un càrrec important mentre que la capital d'Egipte es va mantenir a Tebes.

## Funcions
En proclamar-se una nova divina adoratriu es gravava el seu nom en un cartutx que recollia també el títol d'estimada de Mut, dret que compartia amb la Gran Esposa Reial. Era l'encarregada d'inaugurar santuaris, dirigir ritus i consagrar les ofrenes, funcions que fins aquell moment havien correspost al faraó. També assistia als jubileus reals i als festivals Heb Sed. L'ajudava en l'administració l'amic del rei, generalment el djati, que era qui realment portava el control econòmic.

## Apogeu del càrrec
El títol de divina Adoratriu d'Amon va acompanyar un ressorgiment del títol d'esposa del déu (que havia caigut en desús), primer en un intent d'afeblir el poder de l'herència matrilineal, i després quan el culte d'Amon va ser reprimit per Akhenaton a la dinastia XVIII i més tard eclipsat per altres deïtats en canviar la capital. El títol va ser reactivat en la dinastia XX, quan el va obtenir la filla de Ramsès VI, Aset, que es va mantenir en el càrrec entre 1145 i 1137 aC. Aset mai no es va casar (sembla haver estat la primera cèlibe entre les divines adoratrius), i establí aquesta nova tradició regulada durant la dinastia XXI per Pinudjem I, summe sacerdot d'Amon, que va indicar que la divina adoratriu adoptés la seva successora, i que exercissin conjuntament fins a la mort de la primera. A aquesta norma els faraons van unir el decidir ells l'adopció de la successora. El rei imposava que fos una de les seves filles perquè s'aprovés l'ascens al tron del següent faraó. En general, la tradició es va mantenir i el càrrec era ocupat per la filla del rei coetani, que havia estat adoptada per l'anterior divina adoratriu.
El càrrec va arribar al seu màxim poder polític al final del tercer període intermedi quan Xepenupet I (754-714 aC), filla d'Osorkon III, va ser nomenada per al lloc. El rei cuixita Kashta, al seu torn, la va persuadir perquè adoptés la seva filla Amenirdis I (740-720 aC) com la seva hereva per afermar seu poder a l'Alt Egipte. El gran prestigi d'aquest càrrec es posa de manifest en la tomba d'Amenirdis a Medinet Habu.
Cap al final del tercer període intermedi i l'inici del període tardà, durant les dinasties  XXV i XXVI, el poder de la divina adoratriu es trobava en el seu apogeu tant política com econòmicament. Atès que el paper dels summes sacerdots d'Amon va passar de tenir un paper espiritual a un de més "terrenal", la divina adoratriu es va convertir en mantenidora del principal centre de culte d'Amon a Tebes. Van ser divines adoratrius Xepenupet II (710-650 aC), filla de Piankhi, i Amenirdis II (670-640 aC), filla de Taharqa. Durant la dinastia XXVI el rei saïta Psamètic I, després reunificar Egipte el 656 aC, va obligar l'esposa del déu del moment, Amenirdis II, a adoptar la seva filla Nitocris I com a successora al càrrec, en el qual va romandre 70 anys, del 656 fins a la seva mort el 586 aC.
L'estela de l'adopció de Nitocris relata detalladament la cerimònia:
Li he donat la meva filla perquè sigui l'Esposa del déu, i l'ha dotada millor que a les que estaven abans d'ella. Segurament li serà grat el seu culte i protegirà la terra que se li va lliurar.
En aquell moment les dinasties governants eren originàries del delta del Nil, i el càrrec de divina adoratriu era un mitjà per garantir les relacions pacífiques amb la regió tebana, on estava centrat el culte a Amon. Diverses de les capelles mortuòries d'aquestes sacerdotesses es van construir a la riba oest del riu, prop del temple de Ramsès III a Medinet Habu.
A causa del poder i el prestigi de les divines adoratrius, la cerimònia d'aprovació de l'hereu per la titular va ser utilitzada pels faraons del Delta com un mitjà per assentar el seu poder en el sud d'Egipte, de la mateixa manera que havia estat utilitzada pels reis cuixites al nord, tot i que aquest poder quedava limitat als voltants de Tebes, que era el centre del culte. L'última Divina Adoratriu va ser Ankhnesneferibre (595-525 aC), filla de Necó I i germana de Necó II, a la qual va adoptar Nitocris. Va governar 60 anys, fins que el càrrec va ser abolit l'any 525 aC, quan el seu renebot Psamètic III va ser vençut pel rei persa Cambises II, que va conquistar Egipte. Ankhnesneferibre havia adoptat Nitocris II, que no va arribar a exercir en solitari.